# Atanikerluk
Atanikerluk [ataniˈkɜɬːuk] (nach alter Rechtschreibung Atanikerdluk) ist eine wüst gefallene grönländische Siedlung im Distrikt Ilulissat in der Avannaata Kommunia.

## Lage
Atanikerluk liegt auf einer felsigen c-förmigen Halbinsel, die durch eine schmalen flache Landzange mit der Halbinsel Nuussuaq verbunden ist und nach Süden in den Sund Sullorsuaq (Vaigat) hineinragt. 16 km ostsüdöstlich liegt Saqqaq.

## Geschichte
Atanikerluk wurde um 1840 als Winterudsted gegründet. Der Ort wurde zudem als Kohlemine benutzt. Atanikerluk war jedoch 1850 nur von 15 Personen bewohnt. Um 1860 wurde der Udsted wieder aufgegeben, da die Einwohner größtenteils nach Ujarasussuk auf der anderen Seite des Sunds gezogen waren.